# Сергиевка (Ульяновская область)
Сергиевка — упразднённая деревня в Майнском районе Ульяновской области России. На момент упразднения входила в состав Аксаковского сельского поселения.

## География
Деревня находилась в истоке реки Майдан (приток Майны), в 4,5 км к северо-западу от районного центра посёлка Майна.

## История
В 1913 в русской деревне Сергиевский приют было 46 дворов. Деревня входила в состав Симбирского уезда Симбирской губернии.
Исключена из учётных данных в 2002 году постановлением заксобрания Ульяновской области от 10.12.2002 г. № 066-ЗО

## Население
В 1913 году в деревне проживало 267 человек. В 1996 году в деревне отсутствовало постоянное население.
Известные фамилии проживающих с 1900-1990 годов: Давыдовы, Павловы, Захарчевы. 